# Collisella asmi
Collisella asmi är en snäckart som först beskrevs av Middendorff 1849.  Collisella asmi ingår i släktet Collisella och familjen Lottiidae. Inga underarter finns listade i Catalogue of Life.